# Ряб’ї Роги
Ряб’ї Роги (рос. Рябьи Роги) — присілок в Поддорському районі Новгородської області Російської Федерації.
Населення становить 2 особи. Входить до складу муніципального утворення Белебелковське сільське поселення.

## Історія
Від 2004 року входить до складу муніципального утворення Белебелковське сільське поселення

## Населення
| 2010 |
| ---- |
| 2    |